# Pauridiantha schnellii
Pauridiantha schnellii är en måreväxtart som beskrevs av Nicolas Hallé. Pauridiantha schnellii ingår i släktet Pauridiantha och familjen måreväxter. Inga underarter finns listade i Catalogue of Life.